# Portero de cámara

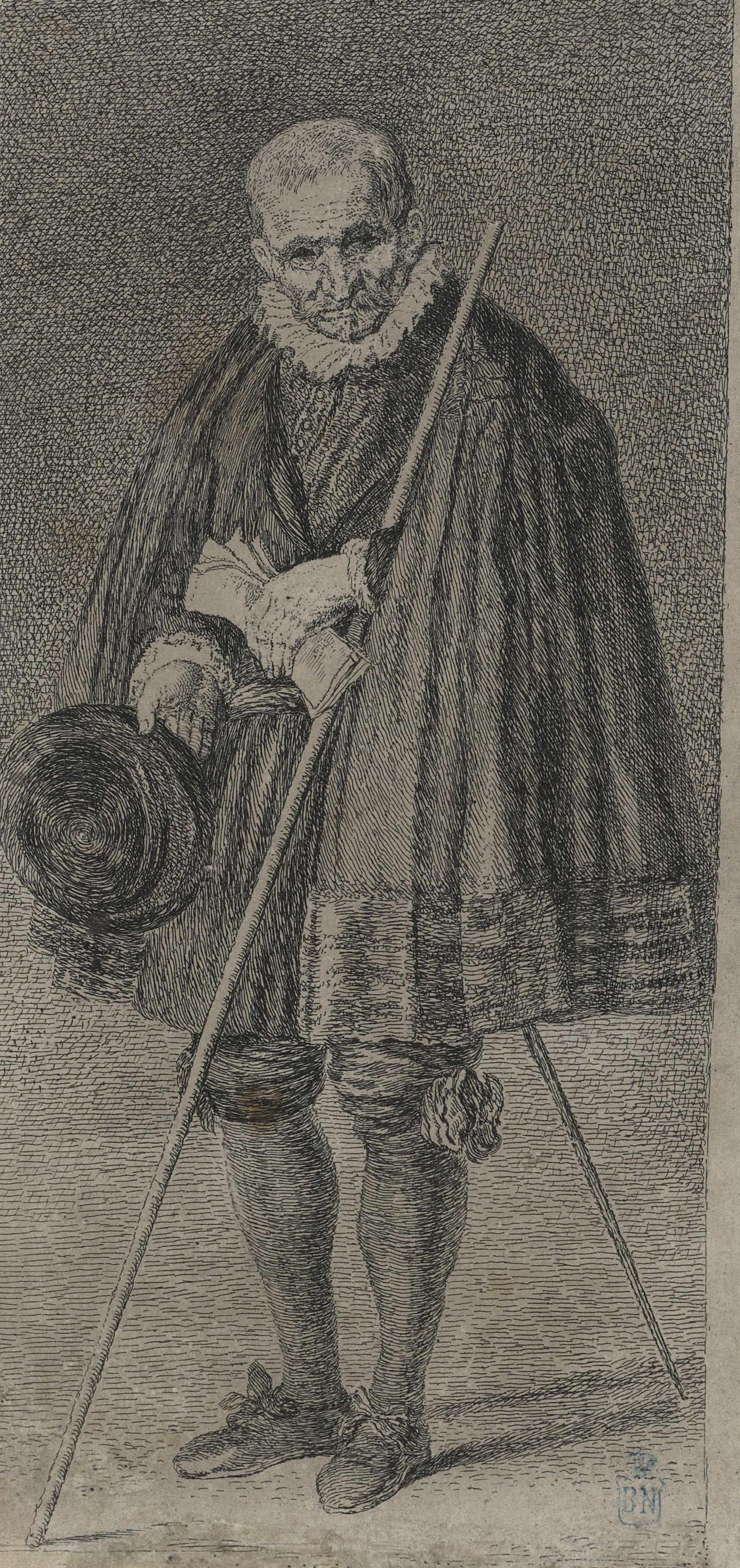
Francisco de Ochoa, portero de cámara, con la vara propia de su oficio (aguafuerte por Goya, según Velázquez)

Portero de cámara era un antiguo cargo palatino de la Casa del Rey de España.

## Historia
Desde el período bajomedieval formaban parte de la casa de los reyes de Castilla. Carlos I intentó que cedieran sus funciones a los porteros de la casa de Borgoña, pero finalmente consiguieron mantener sus prerrogativas.
En 1567 Felipe II otorgaba una cédula en la que se describían los siguientes porteros: 4 que servían en la sala de guardias del Alcázar de Madrid, más de 30 en el Consejo de Castilla, 12 a la reina y el príncipe don Carlos y además los que servían en las reales chancillerías. En la cédula, Felipe II reducía los que servían al consejo al número de 12. Posteriormente este monarca ordenó cambios en su número en 1574, 1575 y 1591.

## Descripción
Su función principal era el control de los accesos a las cámaras del Rey y del resto de personas reales. En el siglo XVII, para ser nombrando como portero de cámara debían reunirse las siguientes condiciones:
- ser natural de los reinos de Castilla.
- ser cristiano viejo y limpio de toda raza.
- no haber ejercido o ejercer oficio mecánico ni tener tienda abierta ni otros oficios indecentes.
- ser de buena fama, opinión y costumbres.

En 1748, momento en el que José Martínez de Castro escribe sus Etiquetas y servidumbre de los Porteros de Cámara de Su Magestad escribe sobre ellos lo siguiente:
- Eran 32 porteros.
- Gozaban de 200 maravedíes de salario.
- Tenían derecho a casa de aposento, médico y bótica de la Casa Real.

Dependían del mayordomo mayor del Rey. Este último al principio de cada año, les repartía según su destino en:
- Ocho porteros para el servicio de la Real Capilla y la sala de arqueros.
- Ocho para el cuarto de la Reina, del Príncipe e Infantes.
- Seis para el Consejo de Castilla.

Siguiendo a Martínez de Castro, cada uno de estos destinos gozaba de un horario y funciones particulares.